# Guangzhou Zhujiang Brewery Group
|  | Dieser Artikel wurde aufgrund von inhaltlichen Mängeln auf der Qualitätssicherungsseite der Redaktion Ostasien eingetragen. Dies geschieht, um die Qualität der Artikel aus dem Themengebiet Ostasien auf ein akzeptables Niveau zu bringen. Dabei werden Artikel gelöscht, die nicht signifikant verbessert werden können. Bitte hilf mit, die inhaltlichen Mängel dieses Artikels zu beseitigen, und beteilige dich bitte an der Diskussion! |

Zhujiang Bier (珠江啤酒/Perlfluss-Bier) ist ein Lagerbier aus China, und ist eine chinesische Biersorten. 
Das Bier wird mit 5,3 Volumenprozent Alkohol durch sein helles strohfarbiges Aussehen und durch seinen subtilen Malzgeschmack, der durch den zarten Hopfengeschmack hervorgehoben wird, charakterisiert. Zhujiang ist das am zweitmeisten konsumierte Bier in China; 48.000 Flaschen werden pro Stunde konsumiert. Besonders in Südchina ist es sehr erfolgreich. Das Bier wird in viele Länder exportiert, einschließlich Kanada, Frankreich, Australien, USA, Schweden und Großbritannien.
Zhujiang wird von der Guangzhou Zhujiang Brewery Group Co., Ltd in Guangzhou in Südchina gebraut. Die Brauerei selbst ist eine der größten Produktionsstandorte auf nur einem Standort. Das Bier wird mit dem Wasser des Perlflusses, das direkt in die Brauerei gepumpt wird, um Qualität und Frische zu erhalten, gebraut.